# Terrella

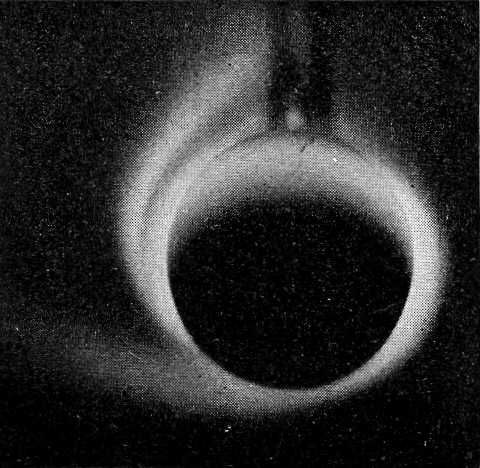
Terrella magnetizată a lui Kristian Birkeland. În acest experiment, el a remarcat două spirale pe care le considera că ar putea fi similare cu cea a nebuloaselor spiralate.

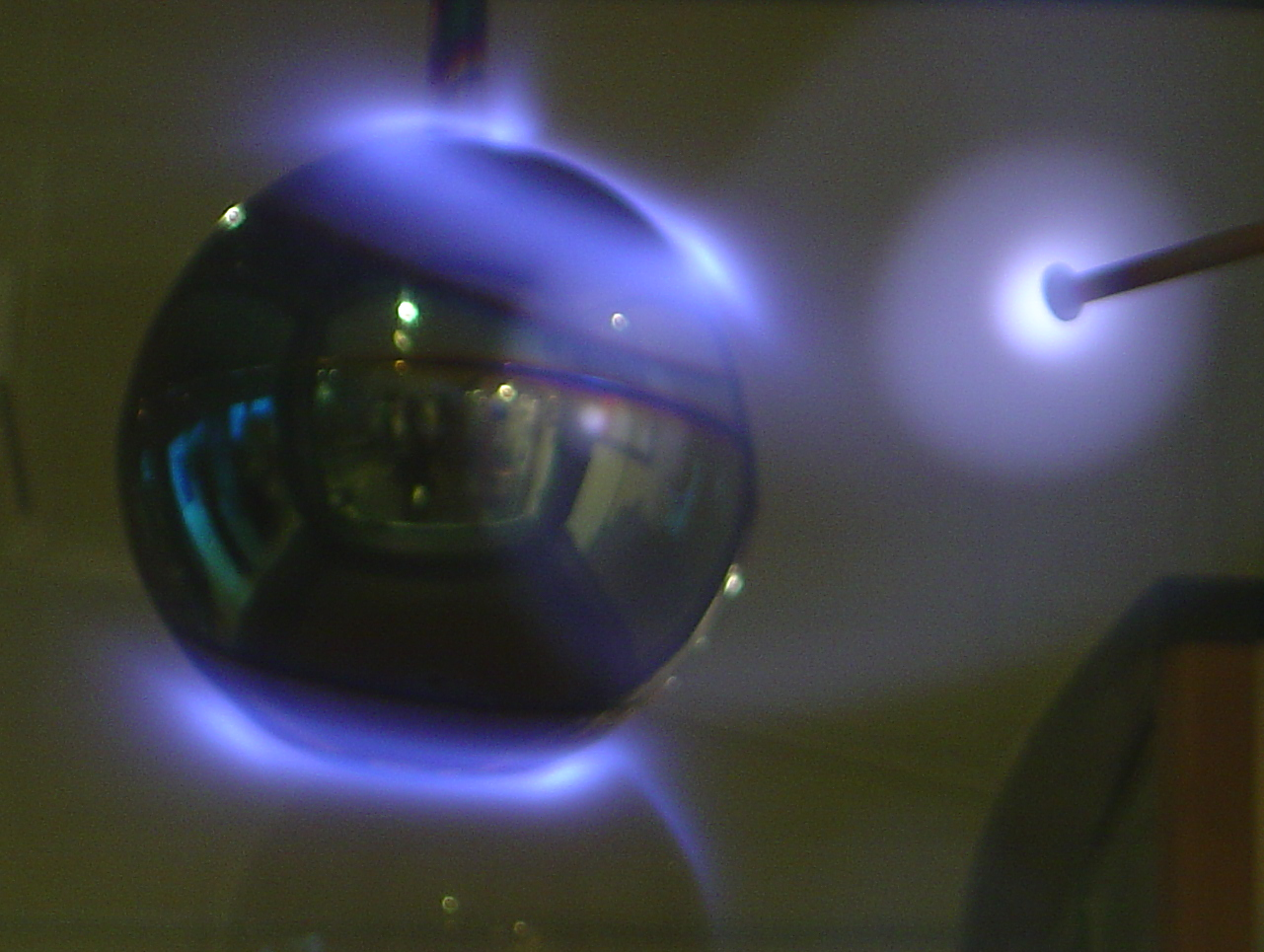
Un exemplu de terrella activă

O terrella este un mic model de minge magnetizat care reprezintă Pământul, despre care se crede că a fost inventat de medicul englez William Gilbert în timp ce investiga magnetismul și dezvoltat în continuare 300 de ani mai târziu de savantul și exploratorul norvegian Kristian Birkeland, în timp ce investiga aurora.
Terrellas au fost folosite până la sfârșitul secolului al XX-lea pentru a încerca să simuleze magnetosfera Pământului, dar acum au fost înlocuite de simulări pe computer.

## Terrella lui William Gilbert

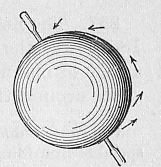
Terrella lui William Gilbert

William Gilbert, medicul regal al Reginei Elisabeta I, și-a dedicat mult timp, energie și resurse studiului magnetismului Pământului. Se știa de secole că un ac de busolă suspendat liber îndrepta spre nord. Investigatorii anteriori (inclusiv Cristofor Columb ) au descoperit că direcția a deviat oarecum de la nordul adevărat, iar Robert Norman a arătat că forța asupra acului nu era orizontală, ci înclinată spre Pământ.

## Terrella lui Kristian Birkeland

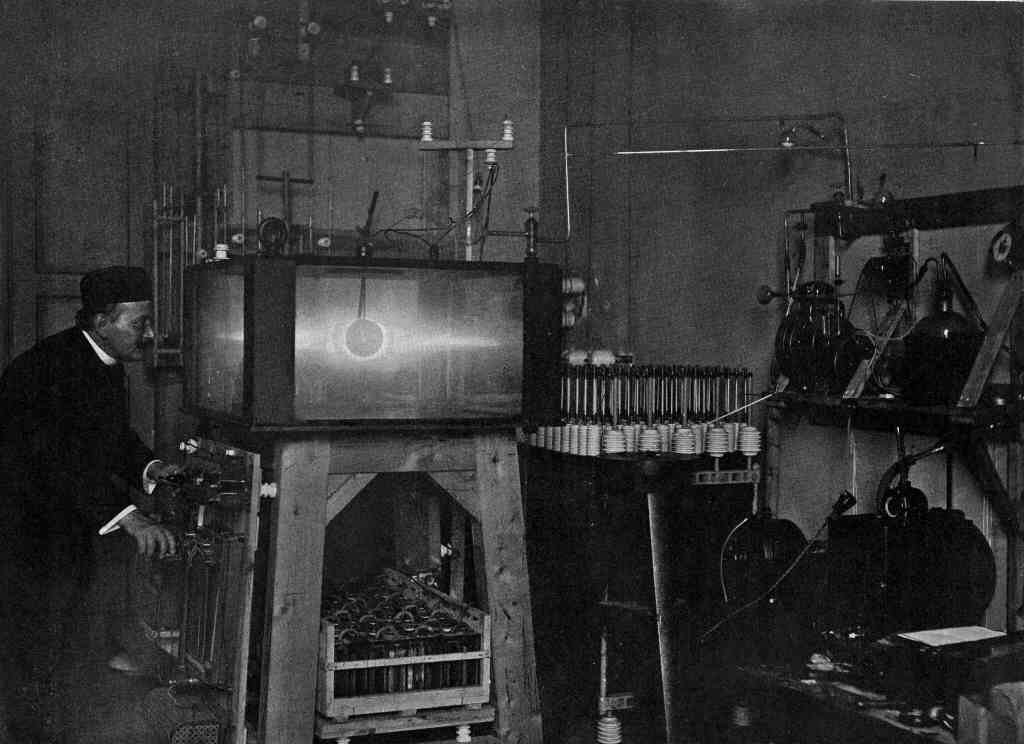
Kristian Birkeland și experimentul său magnetizat Terrella, care l-a determinat să presupună că particulele încărcate care interacționează cu câmpul magnetic al Pământului au fost cauza aurorei.

Kristian Birkeland a fost un fizician norvegian care, în jurul anului 1895, a încercat să explice de ce luminile aurorei polare au apărut doar în regiunile centrate pe polii magnetici.
El a simulat efectul prin direcționarea razelor catodice (identificate mai târziu ca electroni ) către o terrella într-un rezervor de vid și a descoperit că într-adevăr au produs o strălucire în regiunile din jurul polilor terrellei. Din cauza gazului rezidual din cameră, strălucirea a conturat și calea particulelor. Nici el, nici asociatul său Carl Størmer (care a calculat astfel de căi) nu au putut înțelege de ce aurora reală a evitat zona direct deasupra polilor. Birkeland credea că electronii provin de la Soare, deoarece izbucnirile aurorale mari au fost asociate cu activitatea petelor solare. 
Birkeland a construit mai multe terrellas. Un mare experiment Terrella a fost reconstruit în Tromsø, Norvegia.

## Alte terrellas
Baronul german Carl Reichenbach (1788–1869) a experimentat și el cu o terrella. El a folosit un electromagnet, plasat într-o sferă mare de fier goală, și acesta a fost examinat în camera întunecată sub diferite grade de electrificare.
Brunberg și Dattner din Suedia, în jurul anului 1950, au folosit o terrella pentru a simula traiectorii particulelor în câmpul Pământului. Podgorny, în Uniunea Sovietică, în jurul anului 1972, a construit terrellas către care era direcționat un flux de plasmă, simulând vântul solar. Hafiz-Ur Rahman de la Universitatea din California, Riverside a efectuat experimente mai realiste în jurul anului 1990. Toate astfel de experimente sunt dificil de interpretat și nu sunt niciodată capabile să scaleze toți parametrii necesari pentru a simula în mod corespunzător magnetosfera Pământului, motiv pentru care astfel de experimente au fost acum complet înlocuite de simulări computerizate.
Recent, experimentele Terrella au fost dezvoltate în continuare de o echipă de fizicieni de la Institutul de Planetologie și Astrofizică din Grenoble, Franța, pentru a crea „planeterrella” care folosește două sfere magnetizate care pot fi manipulate pentru a recrea mai multe fenomene aurorale diferite.